# Leuculopsis vagula
Leuculopsis vagula là một loài bướm đêm trong họ Geometridae.